# Internato
Nell'ordinamento giudiziario italiano, si definisce internato la persona che, a seguito di un provvedimento giudiziario, viene trattenuta in strutture apposite per un periodo determinato (di regola prorogabile o rinnovabile) a titolo di misura di sicurezza, in quanto giudizialmente ritenuto pericoloso per la società.

## Misure di sicurezza nell'ordinamento italiano
Le misure di sicurezza possono essere rinnovate ad intervallo di sei mesi, a seguito di una valutazione in cui emerge che la pericolosità permane.
Si può applicare la misura di sicurezza a qualsiasi soggetto che, non punibile o non imputabile, abbia commesso un delitto o un quasi delitto (artt. 49 e 115 codice penale). In questo senso sono sostitutive di una condanna penale; tuttavia possono essere anche aggiunte ad una condanna penale (soggetti ritenuti solo parzialmente imputabili). Il soggetto è socialmente pericoloso perché si ritiene probabile che commetta altri reati.
Le misure di sicurezza possono applicarsi solo se la legge lo prevede nella singola fattispecie di reato. È il giudice, dove previsto, a valutare se sussiste la pericolosità sociale del reo. Il giudice valuta la pericolosità sociale attenendosi ai criteri stabiliti dall'articolo 133 codice penale, valutando quindi la gravità del reato commesso e la capacità a delinquere del reo.
Le misure di sicurezza si applicano soltanto se si verificano due condizioni, ovvero l'esistenza di un reato commesso e della pericolosità del reo. La prima condizione può subire una deroga eccezionale soltanto nel caso del delitto impossibile e dell'accordo o istigazione senza commissione (semi-reati).
La durata è indeterminata nel massimo, e può durare fino alla morte del soggetto: in ogni caso non cessa fino a che non viene a mancare l'elemento essenziale della pericolosità del reo. Questa indeterminatezza viene definita relativa, e consiste in controlli periodici di un magistrato di sorveglianza (in passato era presente un riesame del giudice dopo un minimo di tempo previsto indicativamente dalla legge, ma questo sistema è stato abbandonato dopo la sentenza n.110/1974 della Corte Costituzionale).
Le misure di sicurezza "personali" e  detentive si dividono in:
- per soggetti imputabili: colonia agricola o casa di lavoro (artt.216-218 c.p.)
- per soggetti semi-imputabili: casa di cura e di custodia (artt.219-221 c.p.)
- per soggetti non imputabili: ospedale psichiatrico giudiziario (art.222 c.p.)
- per i minori: riformatorio giudiziario (artt.223-227 c.p.)

Per gli ospedali psichiatrici giudiziari è stata stabilita per legge la chiusura, ma la data prevista per la chiusura è stata poi prorogata al 1º aprile 2014. Le persone ivi internate devono essere affidate alle strutture psichiatriche pubbliche della regione di provenienza.